# Resurrecció

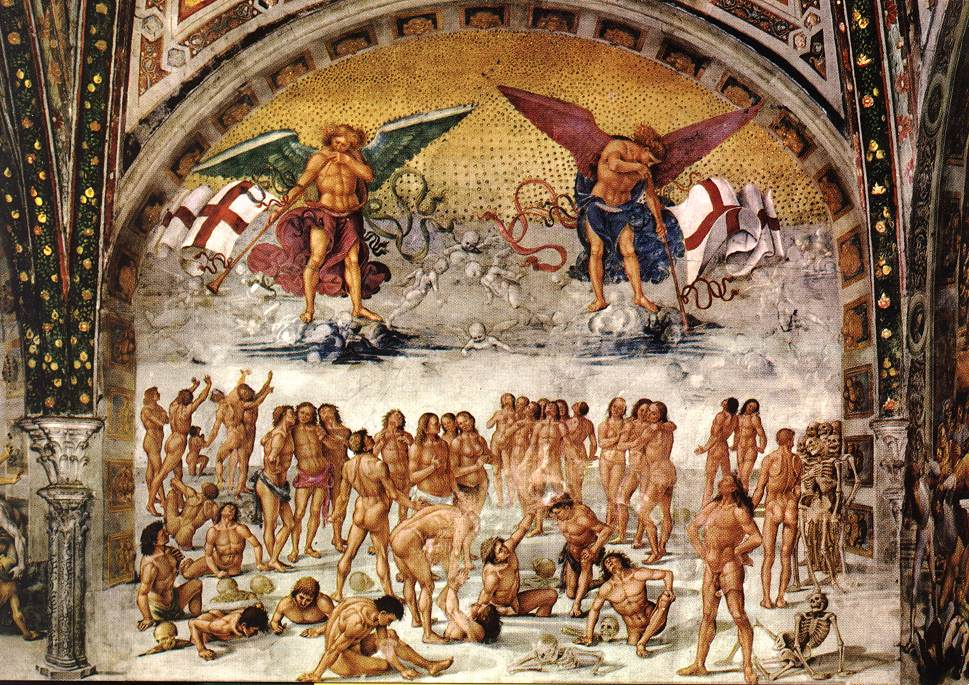
La Resurrecció de la Carn, per Luca Signorelli

La resurrecció (del llatí resurgere) és el fet de tornar a la vida després d'haver mort. La resurrecció dels morts és una doctrina central de les religions de l'Antic Egipte, el zoroastrisme, jueva, cristiana i islàmica. Pot referir-se tant a la resurrecció de determinades persones, com una resurrecció de la humanitat. Segons aquestes creences pot tractar-se d'una resurrecció de la carn o d'una resurrecció de l'esperit o de l'ànima de la persona.

## Origen
La creença en la resurrecció és molt antiga, fa milers d'anys les antigues religions celebraven anualment la mort i resurrecció d'Osiris, Atis, Mitra i altres déus.
Dos mil anys abans del naixement de Jesús, a Egipte, es creia que el déu Osiris havia vençut la mort i que havia ressuscitat a la vida. Tot egipci desitjava seguir el seu exemple. La llegenda diu que Osiris fou assassinat pel seu germà Seth. Però la seva dona Isis i el seu fill Horus el van ressuscitar. La història del faraó ressuscitat infongué sobre els egipcis esperances de vida eterna. Les mòmies es preparaven exactament de la mateixa forma que havia estat preparat el cos d'Osiris. Si tot anava bé el difunt podia convertir-se en un Osiris i viure eternament.
Les piràmides d'Egipte són considerades pels arqueòlegs com màquines de la resurrecció i formaven part d'un complex procés ideat per ajudar el faraó en el seu viatge al més enllà.

## Bíblia

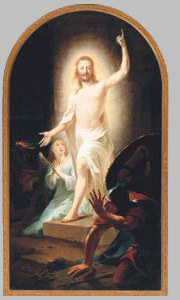
Resurrecció de Jesucrist de Johann Heinrich Tischbein

A la Bíblia, la resurrecció es presenta com un fet provat amb testimonis oculars. El concepte i els exemples de resurrecció apareixen tant en l'Antic com en el Nou Testament. A l'Antic Testament la paraula resurrecció té el sentit: de tornar a la vida o reanimar el cos físic, no apareix el concepte d'unió entre el cos i l'ànima. En el Nou Testament, és l'apòstol Pau qui ens parla d'una resurrecció en l'esperit.
Resurreccions que esmenta la Bíblia:
Antic Testament
- Elies ressuscita un nen.
- Eliseu successor d'Elies també ressuscita un nen.

Nou Testament
- Jesús ressuscita el fill d'una vídua a Naín.
- Jesús ressuscita la filla de Jaire. (Marc 5,21-24)
- Jesús ressuscita Llàtzer. (Joan 11,1-44)
- Jesús, després de morir, ressuscita al tercer dia (Lluc 24,34).
- Pere ressuscita Dorca (Tabita).
- Pau ressuscita el jove Eutiquià.

Cal recordar els relats bíblics que expliquen com Henoc i el profeta Elies foren portats a la presència de Déu sense experimentar la mort, i també la creença que no es trobà la tomba de Moisès, que suposadament va ressuscitar. Els dos apareixen en el passatge de la transfiguració de Jesucrist.
Finalment, el profeta Ezequiel té la visió de la vall dels ossos sécs, on són tornats a la vida com un exèrcit. Llavors es descriu la profecia que diu que la casa d'Israel serà un dia tornada a la vida per viure en la seva terra.

## Roma
Durant l'Imperi Romà van ser famosos els taumaturgs, que feien miracles i ressuscitaven els morts. També entre els soldats romans va tenir molta anomenada la religió de Mitra, un déu que ressuscità després de la mort.

## Cristianisme
La mort i resurrecció de Jesús formen part del dogma central cristià. Jesús és l'anyell de Déu que mitjançant la seva mort treu el pecat del món i perdona el Pecat original d'Adam i Eva. La resurrecció de Crist significa la victòria front l'esclavitud del pecat i la mort, i és la prova d'una resurrecció universal dels qui creuen en Déu (Romans 9,37-39). L'Església Catòlica celebra la seva festa de la resurrecció per Pasqua.
La resurrecció de Jesús es basa en dos fets importants:
- La descoberta del sepulcre buit, per part de Maria Magdalena.
- Les aparicions de Jesús després de la seva mort, davant de testimonis.

## Resurrecció de la carn
És la resurrecció de tots els morts en el dia del Judici Final. Els escrits de l'Antic Testament i del judaisme tardà testimonien una aparició progressiva de la creença en la resurrecció de la carn, de la qual tenim el primer testimoni en el llibre de Daniel (12,1).
En el temps de Jesús la resurrecció de la carn era rebutjada pels Saduceus, per no ser testimoniada per Moisès.

## Islam
L'islam ensenya que l'home té una ànima que passa al més enllà. Segons l'Alcorà l'ànima pot tenir diferents destinacions, que poden ésser o el Jardí celestial paradisíac o el càstig d'un infern bullent. Aquest terrible final és descrit amb tot luxe de detalls a l'Alcorà.
Segons la tradició, Mahoma va pujar al cel des de la mesquita d'Úmar o Cúpula de la Roca. El relat d'aquest viatge, que anomenen el Miraj, explica que Mahoma muntant un cavall amb ales de nom Buraq i en companyia de l'arcàngel Gabriel va ascendir al cel travessant les set esferes celestials on va trobar-se amb tots els profetes anteriors, fins que, finalment, arribar a Presència Divina. El Miraj és un fet que avui dia commemoren els musulmans.

## Pràctiques de Vodú
En les religions africanes practiquen el Vodú, amb rituals per mitjà dels quals es "ressusciten" morts -els anomenats zombis- alguns dels quals són utilitzats com a esclaus.
Segons sembla, per portar a terme aquesta operació, els bruixots utilitzen la tetrodotoxina (TTX), una toxina que es troba en el peix globus, que habita les costes del Japó i del Carib. La TTX, administrada en una dosi semiletal, és capaç de crear un estat de mort aparent durant dies, al llarg dels quals el subjecte segueix, malgrat tot, conscient. Segons la creença popular, la ingestió de sal alliberaria el zombi dels efectes de la droga i provocaria la "resurrecció" del presumpte difunt.

## Racionalisme
Durant el segle xviii diversos autors racionalistes van iniciar les interpretacions de la suposada resurrecció de Jesús. Els esmentats autors tracten de donar una interpretació científica i racional del fet de la resurrecció. Davant la desaparició del cos de Jesús del sepulcre, tres són les possibilitats que presenten:
- El cadàver de Jesús va ser robat[7]
- Algú el va traslladar sense cap mala intenció.
- Jesús no va morir realment[8]

Alguns autors com Robert Ambelain defensen la hipòtesi del robatori del cos de Jesús i la substitució per un doble que seria el personatge que s'aparegué posteriorment als apòstols.
Des del punt de vista científic, algunes de les resurreccions esmentades dins i fora de la bíblia podrien ser simples casos de diagnòstic erroni de la defunció, en els quals el malalt va ser enterrat viu. En aquella època a Judea no hi havia un protocol rigorós per certificar la mort d'una persona i es considerava que era morta simplement quan deixava de respirar. Això feia que de vegades es consideressin mortes persones que eren vives, com succeïa en els casos d'epilèpsia, que provoquen un estat catatònic en què la persona queda paralitzada, com morta, per bé que després d'alguns minuts o hores es recupera i torna a la normalitat. De fet, la casuística de resurreccions és freqüent tant dins de la bíblia, com fora, en el món pagà.
Els racionalistes els consideren relats fantàstics o mitològics.